# 三相交流による鉄道電化

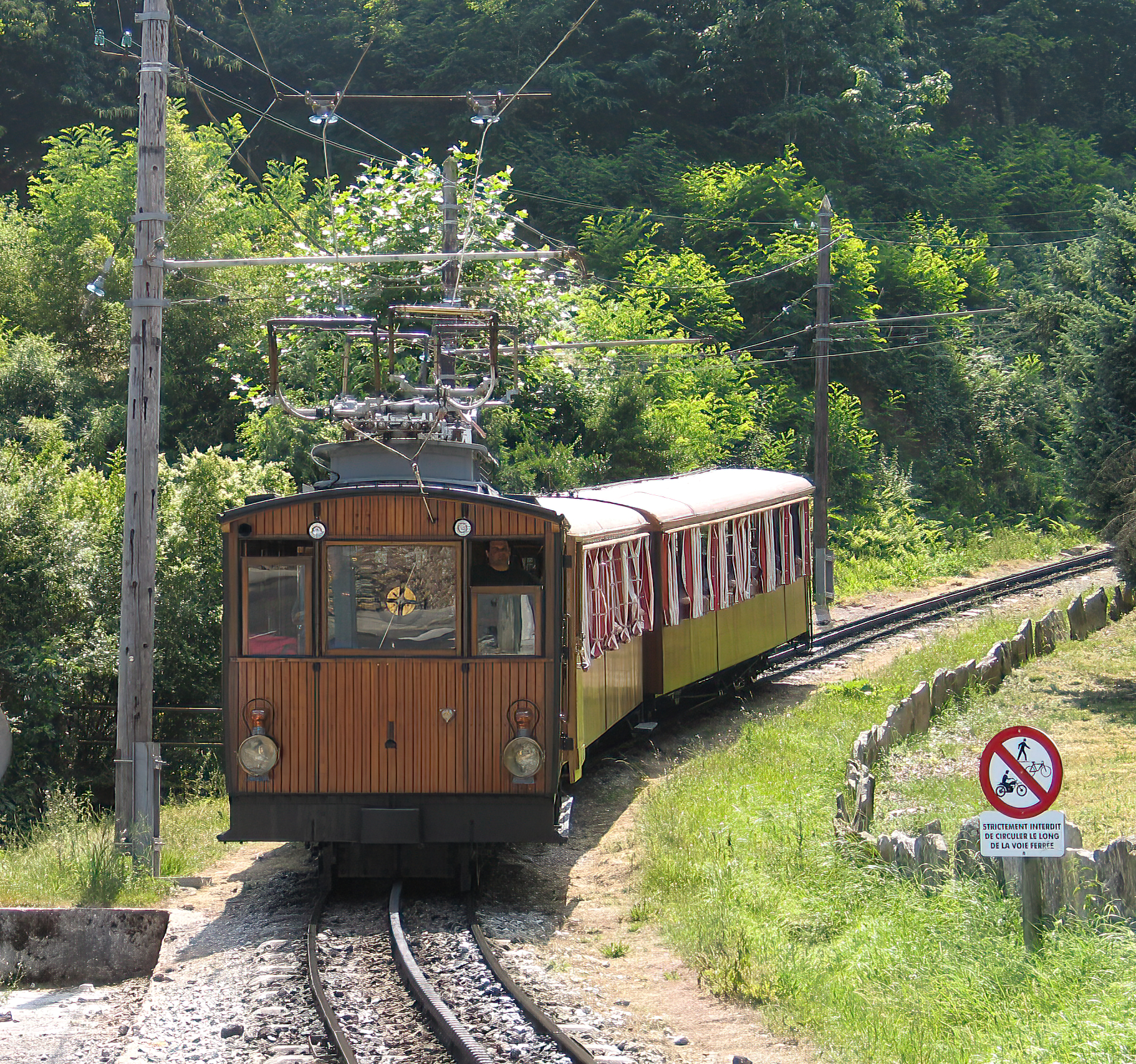
三相交流で電化されているフランス ラ・リューヌ登山鉄道

三相交流による鉄道電化（さんそうこうりゅうによるてつどうでんか）は、主に20世紀初頭にイタリア、スイス、アメリカで使われた鉄道電化の方式である。1901年から1976年まで、イタリアが主要なユーザーであったが、1906年から1930年までのスイスとイタリアの間のシンプロントンネル（イタリア国内の同種のシステムには接続されていなかった）と1909年から1939年までの米国のグレート・ノーザン鉄道のカスケードトンネルの2つのトンネルを通る路線がこのシステムを使用した。三相交流によって電化した最初の標準軌間の路線は1899年に開通したスイスのブルクドルフ・トゥーン鉄道（Burgdorf–Thun railway、延長40km）で1933年までこの方式が使われた 。  

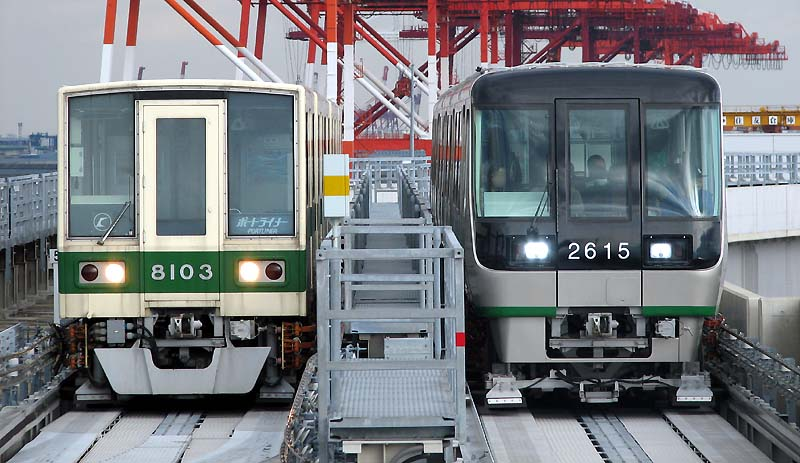
神戸新交通ポートアイランド線における三相交流。側壁に3線の電車線が設置されている

一方で1980年代より普及した新交通システムの一種である自動案内軌条式旅客輸送システム（AGT : Automated Guideway Transit）では、3線の電車線（トロリ線）を設けることが容易であること（直流であっても2線の電車線が必要なため、3線であることが欠点になりにくい）、当時の技術では直流と比べて車上設備が小さく軽くなることから、いくつかの採用例が見られる。ただしVVVFインバータの普及後は車上設備の面でのメリットは小さくなっている。

## 長所
このシステムは、回生ブレーキでシステムに電力をフィードバックするため、特に山岳鉄道に適している（直流で回生ブレーキを使用した場合はライン上の別の機関車が電力を受け入れる必要があるが、三相交流の場合は電力網へフィードバックすることも可能である）。機関車が三相誘導電動機を使用した場合は、ブラシや整流子がないため、メンテナンスが少なくて済む。初期のイタリアとスイスのシステムは低周波数（16⅔ Hz）で後の交流電化と比較すると低い電圧（3,000または3,600ボルト）を用いていた。 

## 短所
一般に2つの独立した架線と第3フェーズ用のレールを備えた架空線はより複雑であり、使用される低周波数には別個の発電または変換および配電システムが必要であった。列車の速度は1〜4速に制限され、2速または4速を得るためには、極の変更またはカスケード操作、あるいはその両方が必要であった。

## 歴史的システム

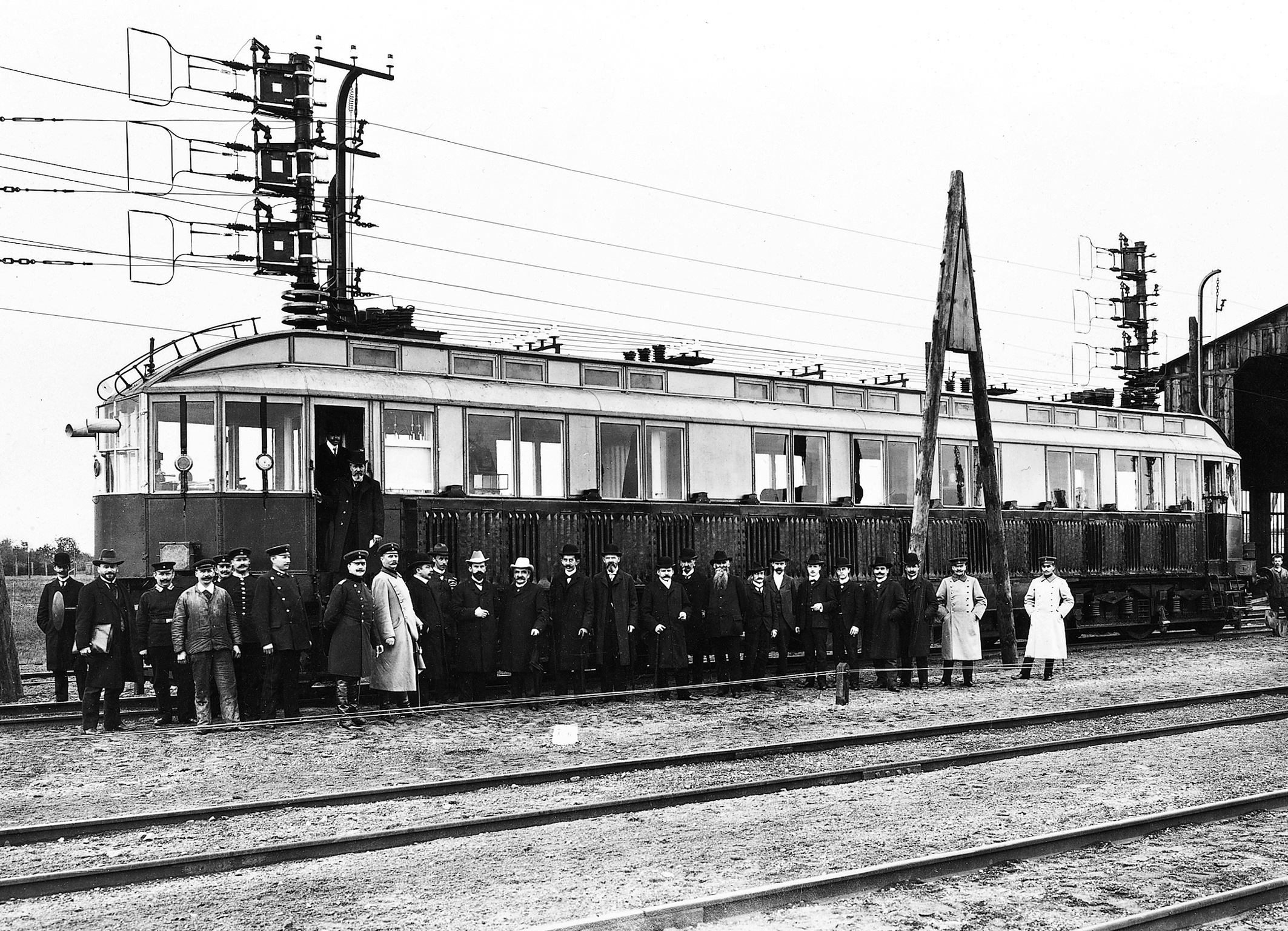
王立プロイセン軍事鉄道にて3極三相架空線による高速走行試験に参加したシーメンス社製電車(ベルリン近郊,1903年)

以下は、この電化方法を過去に使用した鉄道のリストである：  
- スイスのシュタンス-エンゲルベルク鉄道(StEB)（英語版、ドイツ語版）。1898年の開通当初より、総延長22.5kmの全線で導入[3]。
- イタリアのヴァルテッリーナ鉄道（Ferrovia della Valtellina）[4]。1902年10月15日より運用。
- イタリアのジェノヴァとポンテデシモの間のジョヴィ鉄道[5]。
- スペインのサンタフェ-ジェルガルライン[6]。
- スイスとイタリアの間のシンプロントンネル[7]。運用開始の1906年5月19日から、1930年3月1日まで。
- グレート・ノーザン鉄道のカスケードトンネル[8]。1909年7月10日に電化完了。

## 現在のシステム
2020年現在、このシステムは、専用の高架路線を建設するため送電線の配置が容易な、いわゆる新交通システムを除けば、架空の配線がそれほど複雑ではなく、利用可能な速度の制限がそれほど重要ではない、ラック式山岳鉄道でのみ使用されている。現代のモーターとその制御システムは、ソリッドステートコンバーターで構築されているため、従来のシステムの固定速度の問題も回避している。

### 鉄道
- ブラジル リオデジャネイロのコルコバード登山電車。
- スイスのゴルナーグラート鉄道 。
- スイスのユングフラウ鉄道 。
- フランスのラ・リューヌ登山鉄道（1912年のオリジナルの機関車を現在も使用している)。

すべての鉄道が低周波数ではなく標準周波数（50 Hz、または60 Hz（ブラジル））、725〜3,000ボルトを使用する。

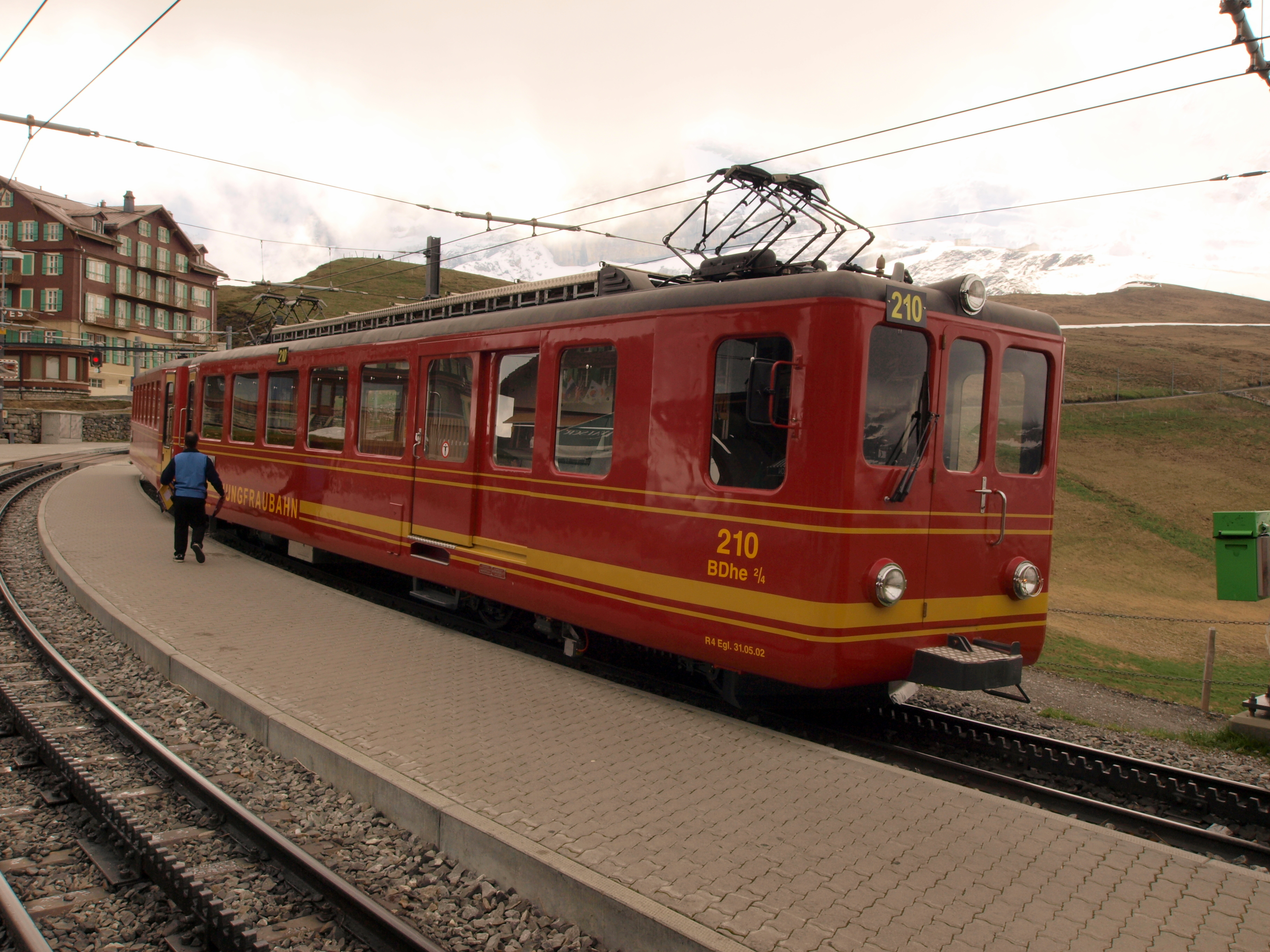
ユングフラウ鉄道。2基の細いパンタグラフと線路で3極の電極となる。
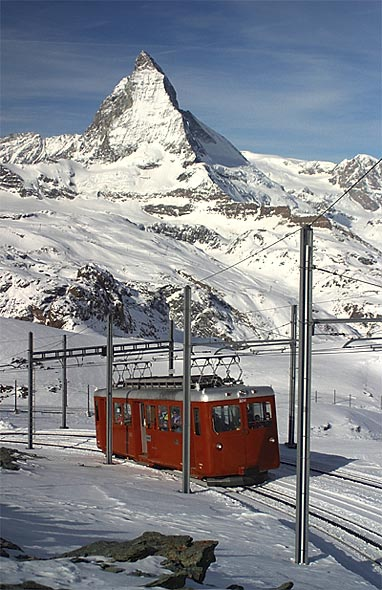
ゴルナーグラート鉄道とマッターホルン
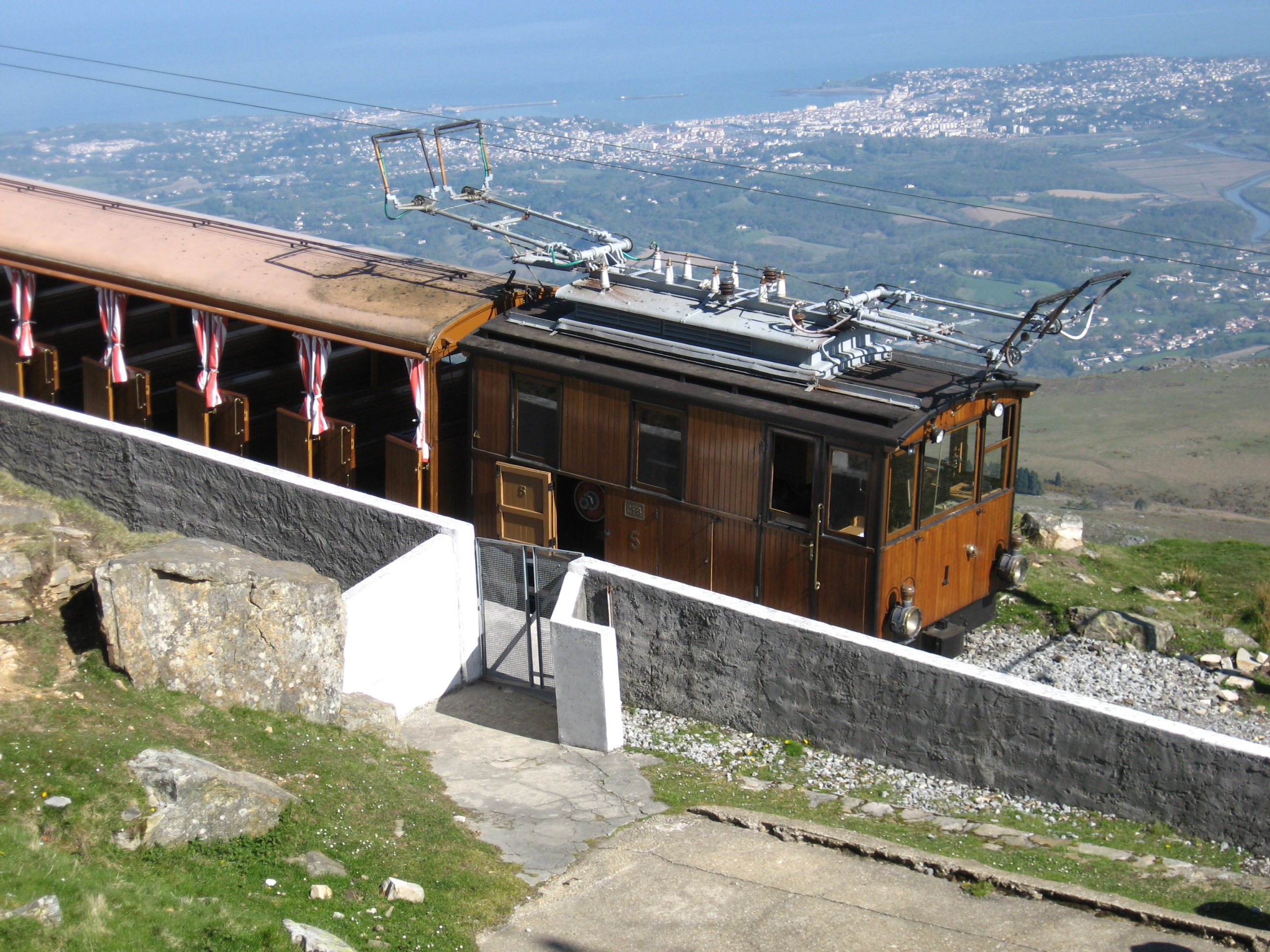
ラ・ルーヌ登山鉄道の保存機関車（1924年製）
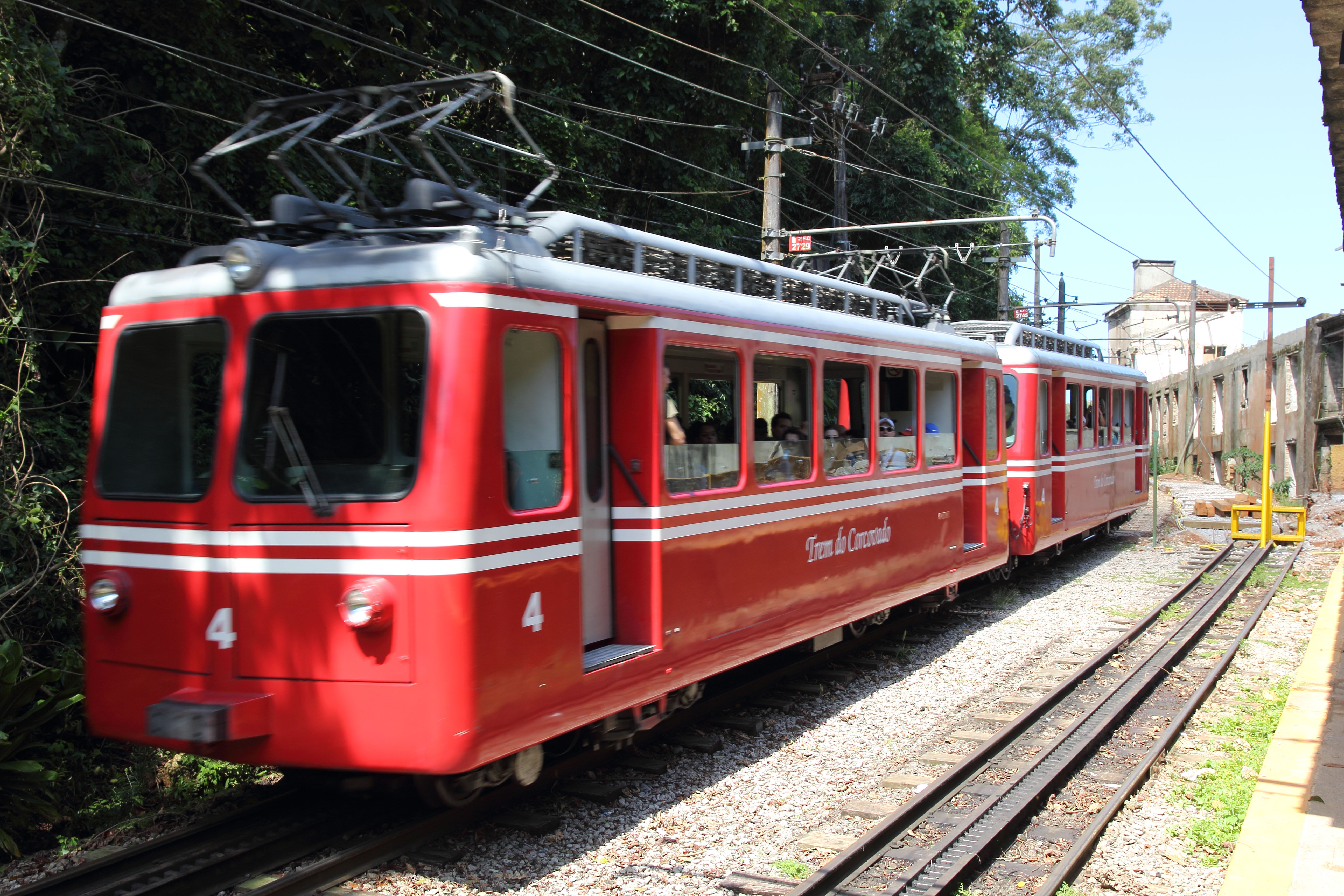
コルコバード登山電車

### 新交通システム
- 埼玉新都市交通伊奈線
- 東京都交通局日暮里・舎人ライナー
- ゆりかもめ東京臨海新交通臨海線
- Osaka Metro南港ポートタウン線
- 神戸新交通ポートアイランド線
- 神戸新交通六甲アイランド線

## 電圧と周波数
このリストは、過去および現在のさまざまなシステムで使用されている電圧と周波数の不完全なリストである。 
- 各種 シーメンス工場実験1892
- 200 V / 25 Hz パナマ運河 1915
- 350 V / 40 Hz ルガーノ路面電車 1895
- 460 V / 60 Hzパナマ運河局、日付不明
- 500 V /？ ？ Hz ガンツ工場実験1896
- 550 V / 40 Hz Gornergratbahn 、開業時、1898
- 600 V / 50 Hz 日本、関東地方の新交通システム
- 600 V / 60 Hz 日本、関西地方の新交通システム
- 725 V / 50 Hz Gornergratbahn、現在
- 750 V / 40 Hz ブルクドルフ＝トゥーン鉄道 、1899〜1933
- 750 V / 40 Hz Hasle-Rüegsau–Langnau鉄道 、1919–1932
- 1,125 V / 50 HzマッターホルンRlwyおよびユングフラウ鉄道
- 3,000 V / 15 Hz Ferrovia della Valtellina 1902〜1917
- 3,300 V / 16.7 Hz Galleria del Sempione、 SBB 1906-1930
- 3,000 V / 15.8 Hz Valtellina FS 1917-1930
- 3,600 V / 16.7 Hz Valtellina FS 1930-1953
- 1910年から1976年までのピエモンテとリグーリア州の3,600 V / 16.7 Hzジェノヴァ-トリノ、トリノ-フレジュス-モダーンギャラリー（F）、およびその他の路線
- 3,600 V / 16.7 Hzトレント-ボルツァーノ-ブレネロ、ボルツァーノ-メラノFS 1929-1965
- 3,600 V / 16.7 Hz Genova-La Spezia e Fornovo FS 1926-1948
- 3,600 V / 16.7 Hz Sondrio-Tirano（ Ferrovia Alta Valtellina ）
- 5,200 V / 25 Hz Gergal-SantaFe FC Sur-Spagna
- 6,600 V / 25 Hzカスケードレンジ、 グレートノーザンレイルウェイ（米国） 、1909〜1927
- 7,000 V / 50 Hz実験、Torino-Bussoleno FS 1927-1928

## 相変換システム
このカテゴリは、1990年代前後から多くの鉄道で使われているソリッドステートコンバーターのように、機関車または動力車内て単相（またはDC）の電力を三相に変換して使用する鉄道には適用されない。また、同様に単相電源を3相に変換する、1930年代からハンガリーとイタリアで使われたカンドーシステムや、米国のノーフォーク・アンド・ウェスタン鉄道で使われた相分離システムにも適用されない。 

## 機関車

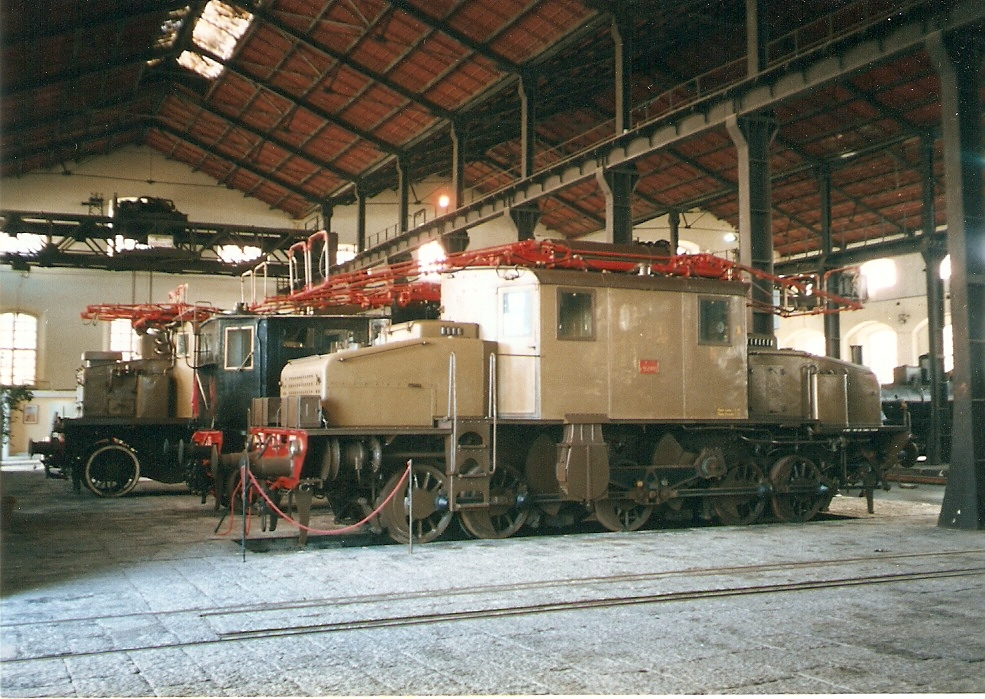
FSクラスE.550 （イタリア1906–65）

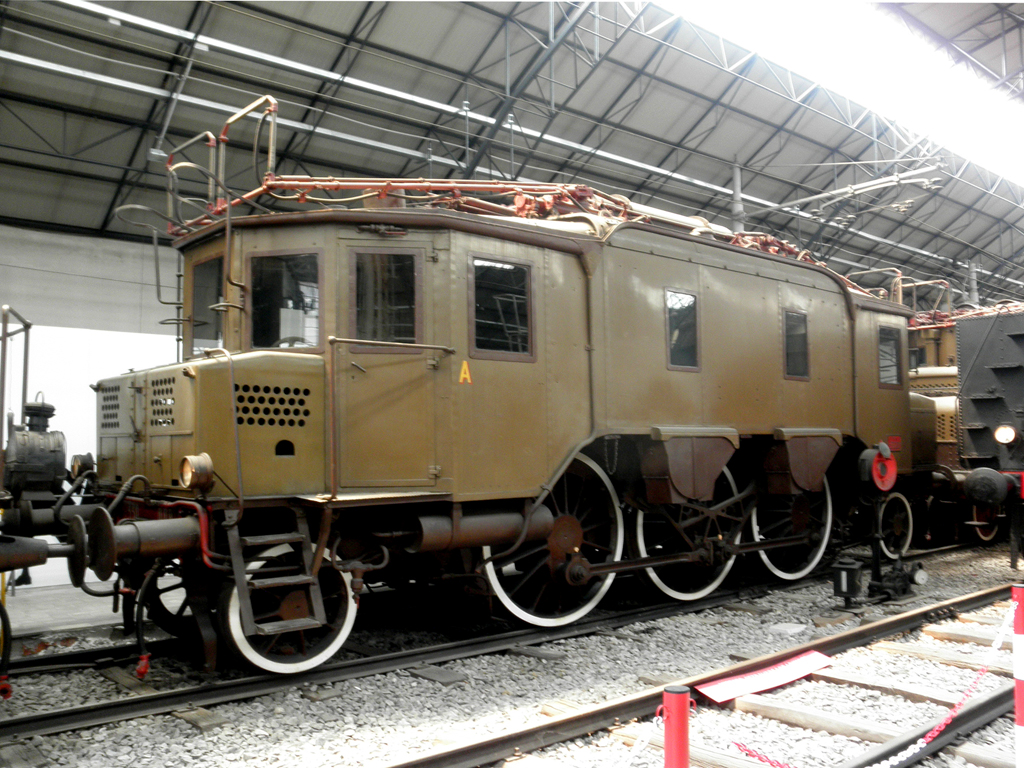
FSクラスE330 （イタリア1914–63）。機関車の遠端にピックアップポイントがある。長いボウコレクターに注意すること。

通常、機関車の車体に（台車ではなく）1つ、2つ、または4つのモーターがあり、ギアをtは使われなかった。誘導電動機は特定の同期速度で運転するように設計されており、下り坂の同期速度を超えると、電力がシステムにフィードバックされる。極変更とカスケードを使用して、2つまたは4つの異なる速度を可能にし、始動には抵抗（多くの場合、 液体抵抗器 ）が必要であった。イタリアでは、貨物機関車は25キロメートル毎時 (16 mph)と50キロメートル毎時 (31 mph)の2つの速度のプレーンカスケードを使用していた。一方、高速機関車は、極変更とカスケードを組み合わせて使用し、37km/h、50km/h、75km/h、100km/h（23、31、46、62   mph）の4つの速度が使えた。16⅔（16.7）Hzで3,000ボルトまたは3,600ボルトを使用すると、機内変圧器なしで電源を直接モーターに供給することができた。
誘導モーターは速度変動に敏感であり、複数のリンクされていない車軸に個別にモーターを接続した場合では、摩耗したホイールのモーターはほとんどまたはまったく機能しない。そのため、通常、モーターは単一の回転軸に接続され、他のホイールはコネクティングロッドでリンクされていた。このモーターの特性により、カスケードトンネルでGNの東行き貨物列車に生じた事故がある。2両の補助機関車が突然電源を失い、列車は徐々に減速して停止した。しかし、主機関車のエンジニアは彼の列車が停止したことに気づかず、トンネルを通過する通常の時間が経過するまでコントローラーをパワーポジションに保持した。日光が見えなかったので、ついに彼は機関車を止めた、そして同じ場所で回転を続けていた車輪によりレールの腹部の3分の2が削り取られていたことを発見した。

## 架空線
一般に2つの個別の架空線が使用され、三相目の配線にレールが使用されるが、場合によっては3つの架空線が使用される。分岐点や交差点では、2本の線を離しておく必要がある。機関車への継続的な供給は、停止する場所に2つの活線を備えている必要がある。したがって、オーバーヘッドフェーズごとに2つのコレクターが使用されるが、デッドセクションをブリッジして、1つのフェーズのフロントコレクターから他のフェーズのバックコレクターへの短絡を引き起こす可能性を回避する必要がある。第3フェーズまたはリターンに使用されるレールの抵抗は、「 表皮効果 」により、ACではDCよりも高くなるが、かつてこの方式で使われたような低周波数では、産業用周波数よりも影響は小さい。同じ比率ではないが、インピーダンスが大きく反応するため、損失も増加する。

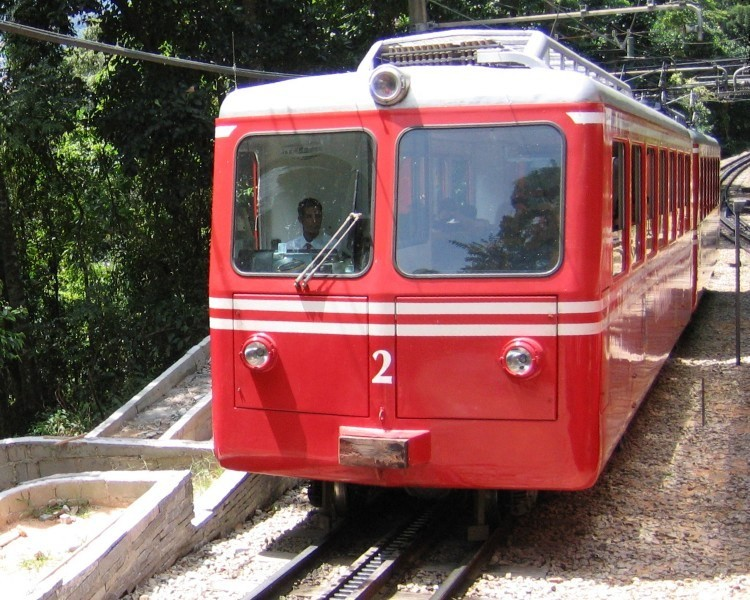
ブラジルコルコバードラック鉄道の 3相パンタグラフ

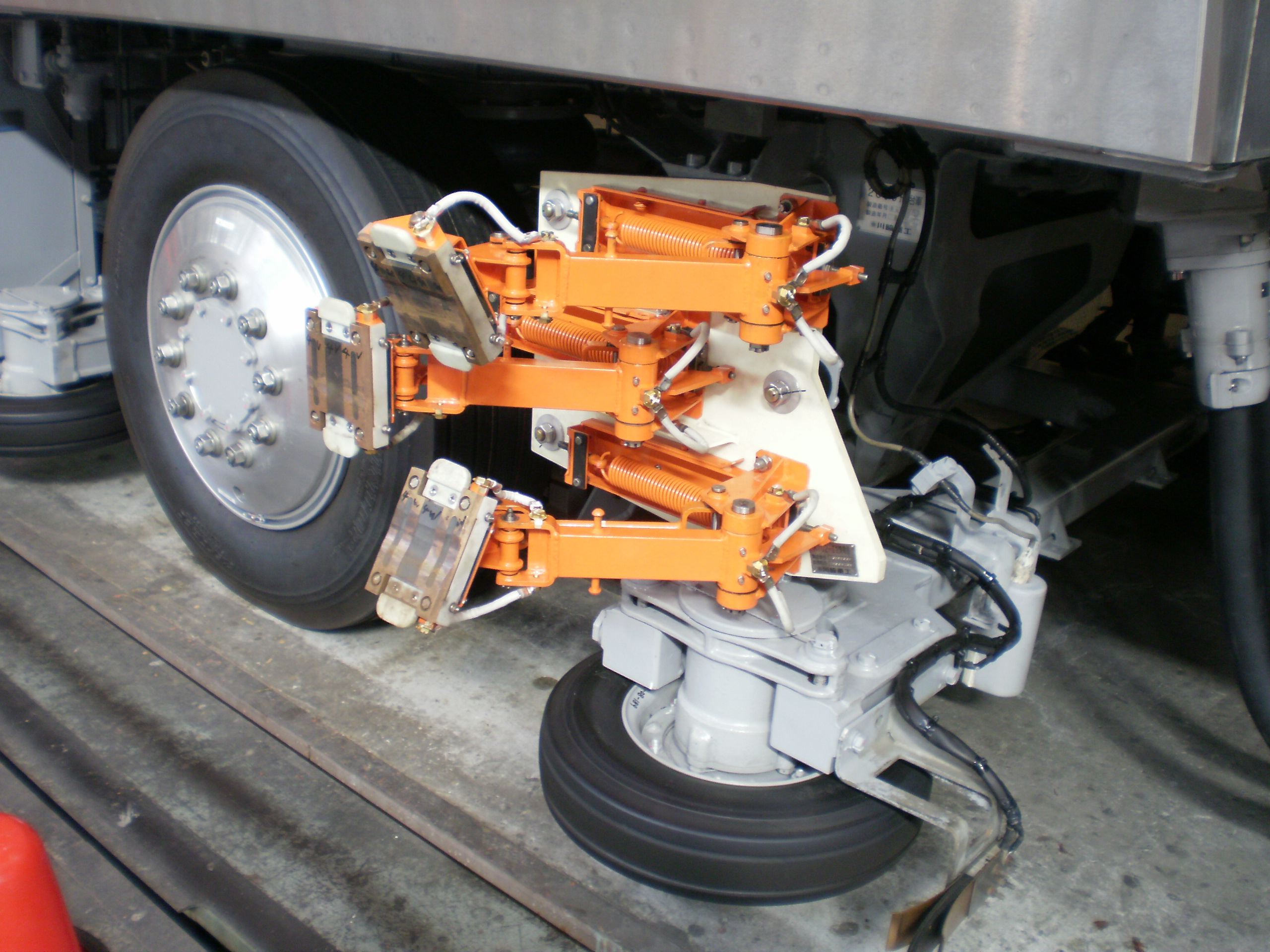
神戸新交通2000型電車の台車。3つの集電靴が確認できる

機関車は2つ（または3つ）の架空線から電力を受け取る必要がある。イタリア国鉄の初期の機関車は両方のワイヤーを覆う広いボウコレクターを使用したが、その後の機関車は2つのコレクターバーが並んでいる広いパンタグラフを使用していた。3相システムでは、2線式オーバーヘッドの複雑さのため、セクション間の縦方向のギャップが大きくなる傾向があるため、長いピックアップベースが必要である。イタリアでは、長い弓のコレクターが機関車の端まで届くように、またはパンタグラフのペアを可能な限り離して取り付けることで、これを実現した。
米国では、2本のトロリーポールが使われた。最高速度は時速15マイル毎時 (24 km/h)であった。現在も三相電力を継続して使用する4つの山岳鉄道（ ブラジルのリオデジャネイロのコルコバードラック鉄道 、スイスのユングフラウ鉄道とゴルナーグラート鉄道 、フランスのプティトレインドラルーン ）ではデュアルコンダクターパンタグラフシステムが使用されている。
新交通システムでは側壁に3線の電車線を設けているため、台車に設置された集電靴から集電を行う。